# Glatt (Reno)
La Glatt (pronuncia tedesca: [ɡlat]) è il nome di un affluente di sinistra dell'Alto Reno nell'Unterland del Canton Zurigo, in Svizzera. Il fiume ha una lunghezza di 38,5 km e fuoriesce dal lago di Greifen attraverso la valle della Glatt (Tedesco: Glattal), confluendo nel Reno a Glattfelden. Mentre il corso superiore è solo leggermente inclinato, la corrente diventa più rapida nel corso inferiore, formando sponde di carico di fondo.

## Corso
La Glatt ha inizio dal Greifensee e sfocia nel Reno a Rheinsfelden. Esso costituisce i 38,5 chilometri inferiori di un corso d'acqua, lungo in totale circa 67 chilometri, che inizia con il Kemptnerbach (in dialetto Chämtnerbach) che sfocia nel lago di Pfäffikon. Tra il lago di Pfäffikon ed il Greifensee, il fiume si chiama Ustermer Aa.
La Glatt esce dal lago di Greifen a 436 m s.l.m. La Glatt segna inizialmente il confine tra i comuni di Schwerzenbach e Fällanden, per poi attraversare il centro di Dübendorf. Lascia la zona di Dübendorf a Neugut (430 m). Qui viene alimentato dal Chriesbach del comune di Wangen-Brüttisellen.
Il fiume lascia ora il distretto di Uster e costituisce il confine tra Wallisellen e Zurigo-Schwamendingen. Attraversa il Glattpark (425 m) sul territorio comunale di Opfikon e qui riceve il Leutschenbach di Zurigo. Il Leutschenbach è alimentato dal Katzenbach e dal Katzensee e quindi drena i quartieri zurighesi di Oerlikon, Seebach e Affoltern. La Glatt scorre verso ovest, passa davanti al centro di Opfikon e lascia il territorio comunale di Opfikon a Glattbrugg (422 m).
La Glatt incanalata segue poi il confine occidentale dell'aeroporto di Zurigo-Kloten; inizialmente segue il confine comunale tra Kloten e Rümlang, poi attraversa il territorio comunale di Rümlang e infine raggiunge Oberglatt. A valle del sito dell'aeroporto, il Glatt viene alimentato dall'Altbach, che proviene dai comuni di Kloten, Bassersdorf e Nürensdorf.
A Oberglatt, la Glatt perde il suo carattere fortemente raddrizzato e raggiunge Niederglatt (418 m) e Höri (409 m) con un percorso fluviale un po' più selvaggio, per poi formare il confine comunale tra Bülach e Hochfelden (399 m). A Höri, la Glatt riceve il Fischbach, che bagna i comuni di Steinmaur e Neerach. Sul territorio comunale di Glattfelden,la Glatt supera una notevole pendenza (circa 60 m su una distanza di circa 5 km) prima di sfociare infine nel Reno a Rheinsfelden (335 m).

## Correzioni
Per lunghi tratti la Glatt è stata raddrizzata e regolata. Superando le pendici nord-orientali della città di Zurigo, il corso del fiume è fortemente condizionato dall'espansione dell'agglomerato. In alcuni brevi tratti, la Glatt è stata ora rinaturalizzata o per lo meno esiste un progetto in tal senso, ad esempio nella zona dell'Eawag a Dübendorf e in relazione al previsto ampliamento della pista 28 dell'aeroporto di Zurigo.
Dal Greifensee a Niederglatt il fiume non ha quasi nessuna pendenza. Verso l'estuario, invece, il corso del fiume diventa sempre più ripido.
Dal 1822, il fiume presso Rheinsfelden fu incanalato attraverso una galleria di 90 metri di lunghezza, poco prima della sua confluenza, direttamente nel Reno, per evitare l'allagamento della città. Per la costruzione della centrale elettrica di Eglisau-Glattfelden, la foce ha dovuto essere spostata di nuovo. Dal 1916 il fiume è condotto attraverso un tunnel lungo 261 metri che sfocia direttamente nel tratto sottostante la centrale elettrica.

## Storia
La prima menzione della Glatt ("fluvii, qui dicitur glat") risale al 1034. Si propone di far derivare l'idronimo dall'aggettivo dell'Alto tedesco antico glat , che significa sia "luminoso, chiaro" che "piano, liscio". Dal XV secolo la Glatt è soggetta alla sovranità della città di Zurigo, il consiglio della quale nel XVI secolo assegnò la custodia del fiume a due "Balivi della Glatt" ("Glattvögte").
Dopo un primo tentativo di regolare il flusso nel 1593 e un progetto rudimentale nei primi anni del XIX secolo, i lavori più importanti ebbero luogo durante il periodo dal 1878 al 1895. Nel 1936 venne effettuato un altro raddrizzamento del letto come lavoro preliminare per la costruzione dell'Aeroporto di Zurigo. Nel 1975, a causa di un'ultima regolazione del corso del fiume tra Niederglatt e la confluenza col Reno, scomparvero le centrali idroelettriche costruite nel tardo XIX secolo lungo il corso inferiore.

## Ambiente naturale
Originariamente considerata come ricca di pesce, la Glatt è stata a lungo considerata come molto sporca a causa delle acque reflue dell'area metropolitana di Zurigo (Aeroporto di Zurigo, fognature, agricoltura). Dal 1994 al 2002 il sistema fognario venne migliorato costruendo un tunnel tra la valle del Glatt e quella della Limmat. Dopo lavori di rinaturazione, parti del corso del fiume e delle sue sponde a Schwerzenbach e fra Hochfelden e Glattfelden sono diventate riserva naturale.
Oggi la qualità dell'acqua è di nuovo prevalentemente giudicata da molto buona a buona, e rimane problematica in alcune sezioni del fiume unicamente a causa della quantità di carbonio organico totale.
Il pesce principale è il cavedano, inoltre sono presenti barbi, nasi, anguille, carpe, tinche, alborelle, ghiozzi e sporadicamente anche trote, persici e lucci. Nell'estate del 2006, un pesce siluro è stato catturato per la prima volta alla foce della Glatt nel Reno. A Dübendorf sono ora presenti anche castori, motivo per cui ora un tratto del fiume sopra Dübendorf è stato posto sotto protezione. Lungo la Glatt vivono anche numerosi aironi e - soprattutto vicino al Greifensee - cicogne.

## Toponimi derivati
Diverse città dell'Unterland zurighese hanno preso il nome dal fiume, come Glattbrugg, Glattfelden, Oberglatt ZH e Niederglatt ZH. Anche il centro commerciale Glatt a Wallisellen sulla Glatt porta il nome del fiume.